# Jan Liesen

Wappen von Johannes Liesen

Jan Liesen, voller Name Johannes Wilhelmus Maria Liesen, (* 17. September 1960 in Oosterhout, Provinz Nordbrabant) ist ein niederländischer Theologe, Bibelwissenschaftler und römisch-katholischer Bischof von Breda.

## Leben
Jan Liesen, Sohn aus einer Landwirtsfamilie, studierte von 1978 bis 1983 am Seminar in Kerkrade und empfing am 1984 die Priesterweihe. Er studierte von 1985 bis 1990 am Päpstlichen Bibelinstitut in Rom und Jerusalem und wurde 1998 in Bibelwissenschaften promoviert. Mit seiner Dissertation über Ben Sira legte er eine detaillierte Analyse eines zentralen Textes (Sir 39,12-35 ) zur „praktischen“ (im Handeln bewährten) Weisheit vor und thematisierte die „Aufforderung zum Gotteslob“.
Seit 1990 lehrte er Biblische Exegese des Neuen Testaments, Biblische Theologie und Hebräische Bibel (Biblia Hebraica) am „Groot-Seminarie“ in der Abtei Rolduc. Seit 1996 ist er auch Bibliothekar der dortigen wissenschaftlichen Bibliothek. Er hat zudem Hebräische Bibel und Exegese in den Priesterseminaren der Diözesen von Haarlem (2000–2003) und 's-Hertogenbosch (2001–2006) gelehrt. Seit 2004 ist er Mitglied der Internationalen Theologenkommission, einer Kommission der Kongregation für die Glaubenslehre in Rom.
Papst Benedikt XVI. ernannte ihn 2010 zum Titularbischof von Tunnuna und zum Weihbischof im Bistum ’s-Hertogenbosch. Der Bischof von ’s-Hertogenbosch, Antoon Hurkmans, spendete ihm am 18. September 2010 die Bischofsweihe; Mitkonsekratoren waren Franciscus Wiertz, Bischof von Roermond, und Joseph Frans Lescrauwaet MSC, Weihbischof im Bistum Haarlem.
Am 26. November 2011 wurde Jan Liesen von Papst Benedikt XVI. zum 11. Bischof des Bistums Breda ernannt, einer Diözese, die im Wesentlichen in den Provinzen Zeeland und Nordbrabant liegt.
2016 wählten die niederländischen Bischöfe Jan Liesen zum stellvertretenden Vorsitzenden der Niederländischen Bischofskonferenz für eine fünfjährige Amtszeit (bis 2021).

## Schriften
- Full of Praise. An Exegetical Study of Sir 39, 12-35 (Supplements to the Journal for the Study of Judaism). Brill Academic Publications, Leiden 2000, ISBN 90-04-11359-2.
- mit Laurie Manhardt: Come and See. Wisdom of the Bible - Job, Psalms, Proverbs, Ecclesiastes, Song of Solomon, Wisdom and Sirach. Emmaus Road Publishing, Steubenville 2009, ISBN 978-1-931018-55-5.
- Violence in the Gospel according to Matthew. „I have not come to bring peace ... but a sword“ (Matt 10:34; 11:12). In: Jan Liesen, Pancratius C. Beentjes (Hrsg.): Visions of peace and tales of war (= Deuterocanonical and cognate literature. Yearbook 2010). Walter de Gruyter, Berlin 2010, ISBN 978-3-11-022277-7, S. 263–278.